# Mycale multisclera
Mycale multisclera är en svampdjursart som beskrevs av Gustavo Pulitzer-Finali 1993. Mycale multisclera ingår i släktet Mycale och familjen Mycalidae. Inga underarter finns listade i Catalogue of Life.